# Johann Christoph Voigtländer
Johann Christoph Voigtländer (né en 1732 à Leipzig et mort le 26 juin 1797 à Vienne) est le fondateur du cabinet d'optique viennois Voigtländer, à l'époque Ateliers pour instruments optiques et mécaniques de précision (Werkstätte für optische und feinmechanische Instrumente). Sa société prendra une importance européenne avec son petit-fils Peter-Wilhelm von Voigtländer.